# Kinnekulle
Der Kinnekulle ist einer der Västgötaberge, der westschwedischen Schichttafelberge.

## Lage
Der Berg liegt in der historischen Provinz Västergötland am Ostufer des Sees Vänern zwischen den Städten Mariestad im Norden und Lidköping im Süden.

## Natur
Der Kinnekulle, der eine Höhe von 306 Metern erreicht, hat eine sehr variationsreiche Vegetation. Laub- und Mischwälder wechseln mit Weide- und Ackerland. Auf dem Kinnekulle befinden sich mehrere Naturschutzgebiete. Von einem Aussichtsturm kann man über den Vänern nach Läckö, Lidköping und Mariestad blicken, in südöstlicher Richtung erkennt man den Billingen.
Am Kinnekulle gab es auch mehrere Steinbrüche (Alaunschiefer und Kalkstein), die heute teilweise stillgelegt sind.

## Besiedlung und Nutzung

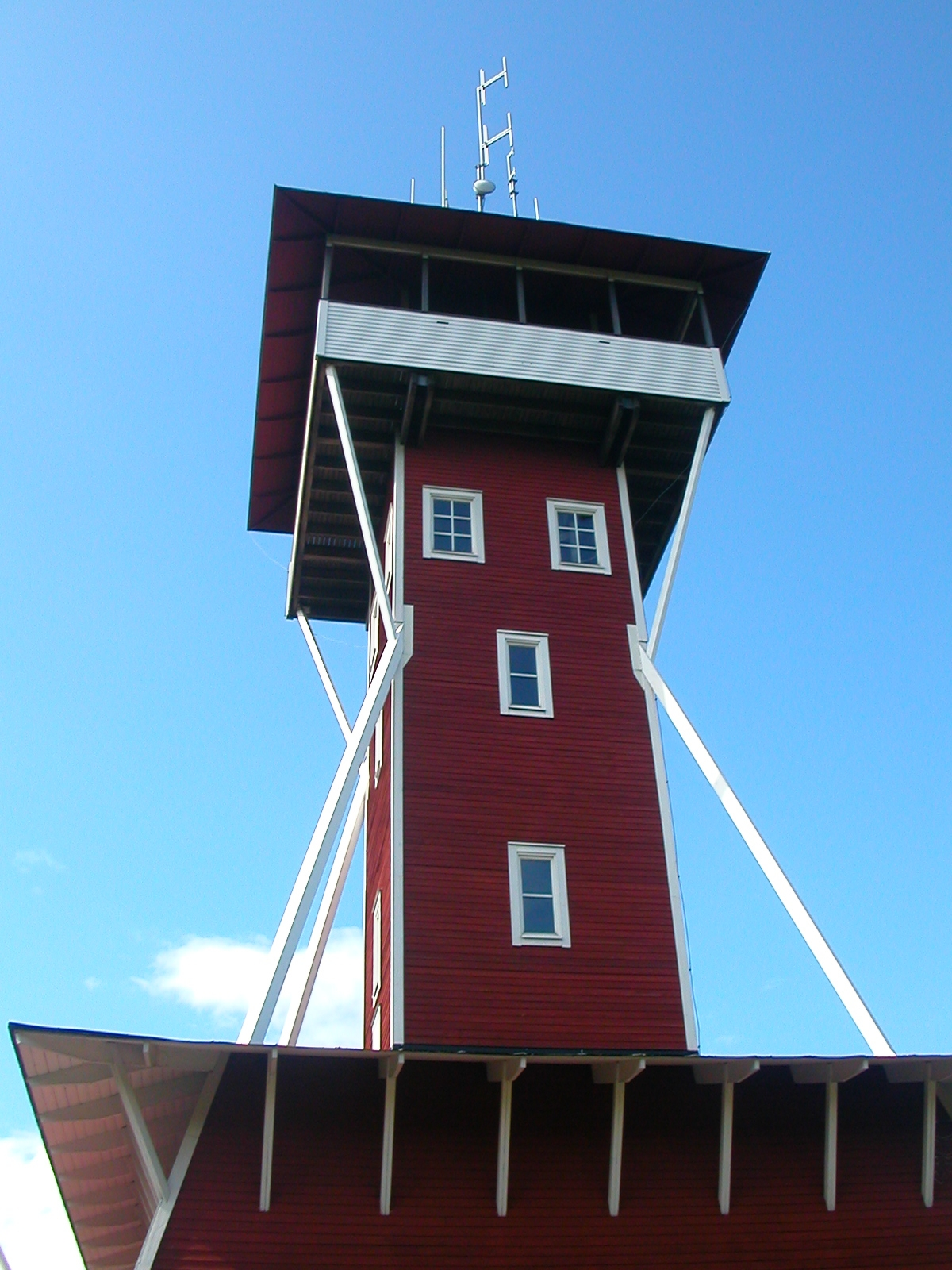
Aussichtsturm auf dem Kinnekulle

Der Kinnekulle ist altes Kulturgebiet. Vor allem Zeugnisse aus dem Mittelalter sind in der Umgebung reichlich vorhanden, wie zum Beispiel die Kirchen von Forshem und Husaby, wo der erste christliche schwedische König Olof Skötkonung um das Jahr 1000 getauft wurde.
Um den Berg verläuft ein ungefähr 40 Kilometer langer Wanderweg (Kinnekulleleden), der durch die schönsten Naturschutzgebiete und an den sehenswertesten Kulturdenkmälern vorbeiführt. Seit 1969 existiert mit dem Kinnekulle Ring eine nahegelegene Rennstrecke.
Kinnekulle ist das Gebiet mit der größten Konzentration von Liljestenar in Schweden.